# Ягодово (Монтанская область)
Ягодово (болг. Ягодово) — село в Болгарии. Находится в Монтанской области, входит в общину Берковица. Население составляет 165 человек.

## Политическая ситуация
В местном кметстве Ягодово, в состав которого входит Ягодово, должность кмета (старосты) исполняет Валери Герасимов Видов (Болгарская социалистическая партия (БСП)) по результатам выборов правления кметства.
Кмет (мэр) общины Берковица — Милчо Михайлов Доцов (независимый) по результатам выборов в правление общины.